# Pothyne birmanica
Pothyne birmanica är en skalbaggsart som beskrevs av Maurice Pic 1930. Pothyne birmanica ingår i släktet Pothyne och familjen långhorningar.
Artens utbredningsområde är Myanmar. Inga underarter finns listade i Catalogue of Life.